# 奥利韦拉-福蒂斯
奥利韦拉-福蒂斯是巴西米纳斯吉拉斯州的一个市镇。总面积110.85平方公里，总人口1939人，人口密度17.5人/平方公里。